# Sandro Botticelli
Alessandro di Mariano Filipepi, známý jako Sandro Botticelli (1. března 1444 Florencie, Itálie – 17. května 1510, tamtéž) byl italský renesanční malíř, představitel florentské školy. Botticelli patří k nejvýznamnějším představitelům italského quattrocenta.
Botticelli vytvořil svůj vlastní svébytný styl, vyznačující se elegancí provedení s důrazem na linii a detail. Podrobnosti na jeho obrazech někdy působí jako okázalá zátiší. Jeho malba je charakteristická výraznou kresebností. Některé obrazy mají melancholickou atmosféru, citový aspekt obrazů bývá zdůrazněn dynamickými křivkami linií. V pojetí krajiny vycházel z vlámského malířství. Přibližně od roku 1490 se začal věnovat především náboženské tematice. Jeho obrazy odrážely apokalyptické nálady konce 15. století.
Do vystoupení fanatického kazatele Savonarola byl pod vlivem novoplatonismu, který se snažil skloubit antické ideály s křesťanskými.

## Život

### Původ
Datum ani rok narození Sandra Botticelliho nejsou známé, nejčastěji se uvádí roky 1444 nebo 1445. Byl synem koželuha Mariana di Vanni Filipepi, jenž se usadil se svou ženou Smeraldou a tehdy šesti dětmi nedaleko kostela d'Ognissanti (Všech svatých) ve Florencii. Celkem se v rodině narodilo devět chlapců, dospělosti se dožili jen čtyři. Sandro z nich byl nejmladší. Jeden z jeho starších bratrů jménem Giovanni, který byl finančníkem, měl přezdívku Botticelli (Soudek). Ta se později přenesla na Sandra.

### Učení
Roku 1458 si rodina pronajala dům v ulici Via della Vigna Nuova a Vanni Filipepi zároveň zakoupil domek v Careggi severně od Florencie. Umělecká dráha Sandra začala na přelomu let 1459 a 1460 ve zlatnické dílně, patrně u bratra Antonia. Pravděpodobně v roce 1462 byl rodinou svěřen do péče Filippa Lippiho, uznávaného malíře a zběhlého mnicha, který žil v Pratu. Pod Lippiho vedením začal Botticelli malovat své první obrazy. Roku 1467 odešel Lippi do Spoleta a tím Botticelliho učňovská léta v jeho dílně skončila. Stal se pomocníkem v dílně Andrey Verrocchia.

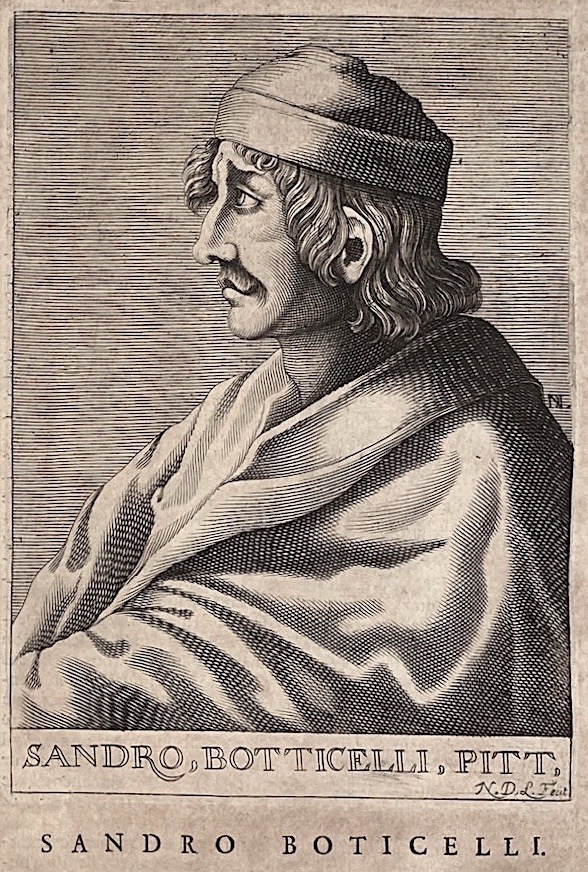
Sandro Botticelli, portrét umělce

### Vlastní ateliér
V roce 1464 zakoupil Botticelliho otec na dnešní Via della Porcellana dům. A právě zde si Botticelli o šest let později zřídil ateliér, založil vlastní dílnu a realizoval první větší zakázku, alegorii Fortitude (Síla) pro florentskou soudní síň.
Roku 1472 byl Botticelli přijat do místního cechu svatého Lukáše, sdružujícího malíře z Florencie, kde umělec prožil většinu svého života. Botticelli ve městě postupně získával renomé. Svědčí o tom i skutečnost, že roku 1473 byl v kostele Santa Maria Maggiore během svátku sv. Šebestiána vystaven jeho portrét tohoto světce, umístěný dnes v Gemäldegalerie Berlin.
Následujícího roku odešel do Pisy, kde získal zakázku na fresky ve hřbitovní budově. Z neznámého důvodu ji však nedokončil.

### Mecenáši Medicejové

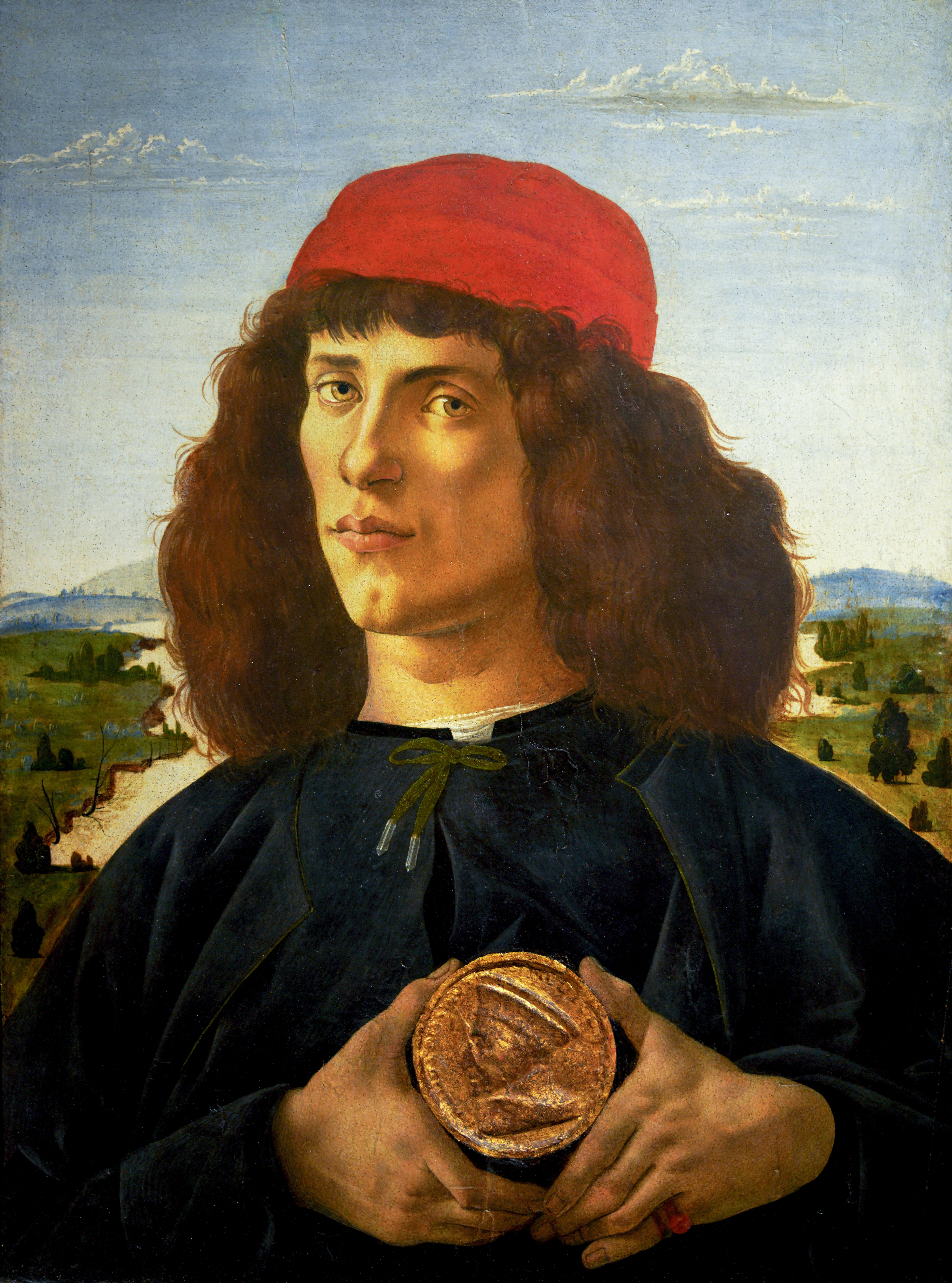
Portrét muže držícího medailon

Důležitým mezníkem v Botticelliho životě byl rok 1475, kdy získal mecenáše v podobě nejmocnějšího florentského rodu, kterým byli Medicejové. Z tohoto roku pochází Portrét muže držícího medailon, v němž je spatřován Cosimo Medici mladší. Naproti tomu se nedochovala standarta, kterou namaloval pro rytířský turnaj na počest Giuliana Mediciho. Giulianova milenka Simonetta Vespucci se jako ideál ženské krásy objevuje na Boticelliho nejznámějších obrazech Primavera a Zrození Venuše. Ve druhé polovině 70. let se Botticelli začal prosazovat i mimo Florencii. Proslulost si získával jako malíř náboženských a mytologických výjevů i jako portrétista. Roku 1477 si u něj římská pobočka florentské banky Antonio Salutati objednala tondo s Madonou. Nebyli to ale jen Medicejští, kdo Botticelliho zaměstnávali. Roku 1480 ho rodina Vespucciů pověřila vytvořením fresky svatého Augustina v kostele Všech Svatých. Dílo, které je nejstarší Botticeliho dochovanou freskou, tvoří protějšek Ghirlandaiově fresce svatého Jeronýma. Pracoval také na ilustracích k Dantově Božské komedii.

### Sixtinská kaple
V červenci 1481 ho společně s dalšími významnými florentskými malíři Ghirlandaiem, Peruginem a Rossellim povolal papež Sixtus IV. do Říma, aby se podílel na výzdobě jím postavené Sixtinské kaple. Nástěnné malby zde jsou tvořeny dvěma tematickými celky, symbolizující Starý a Nový zákon. Pro výjevy ze života Ježíše Krista namaloval fresku Pokušení Krista, do výjevů ze života Mojžíšova pak Vzpouru proti Mojžíšovým zákonům a Scény z Mojžíšova života.

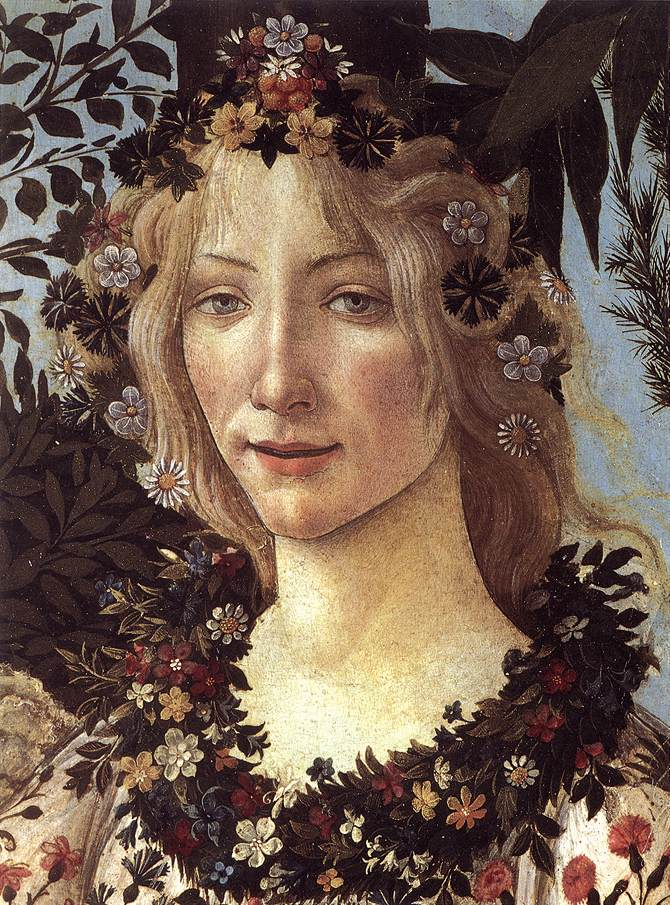
Tvář bohyně Flory – detail obrazu Jaro

### Návrat do Florencie

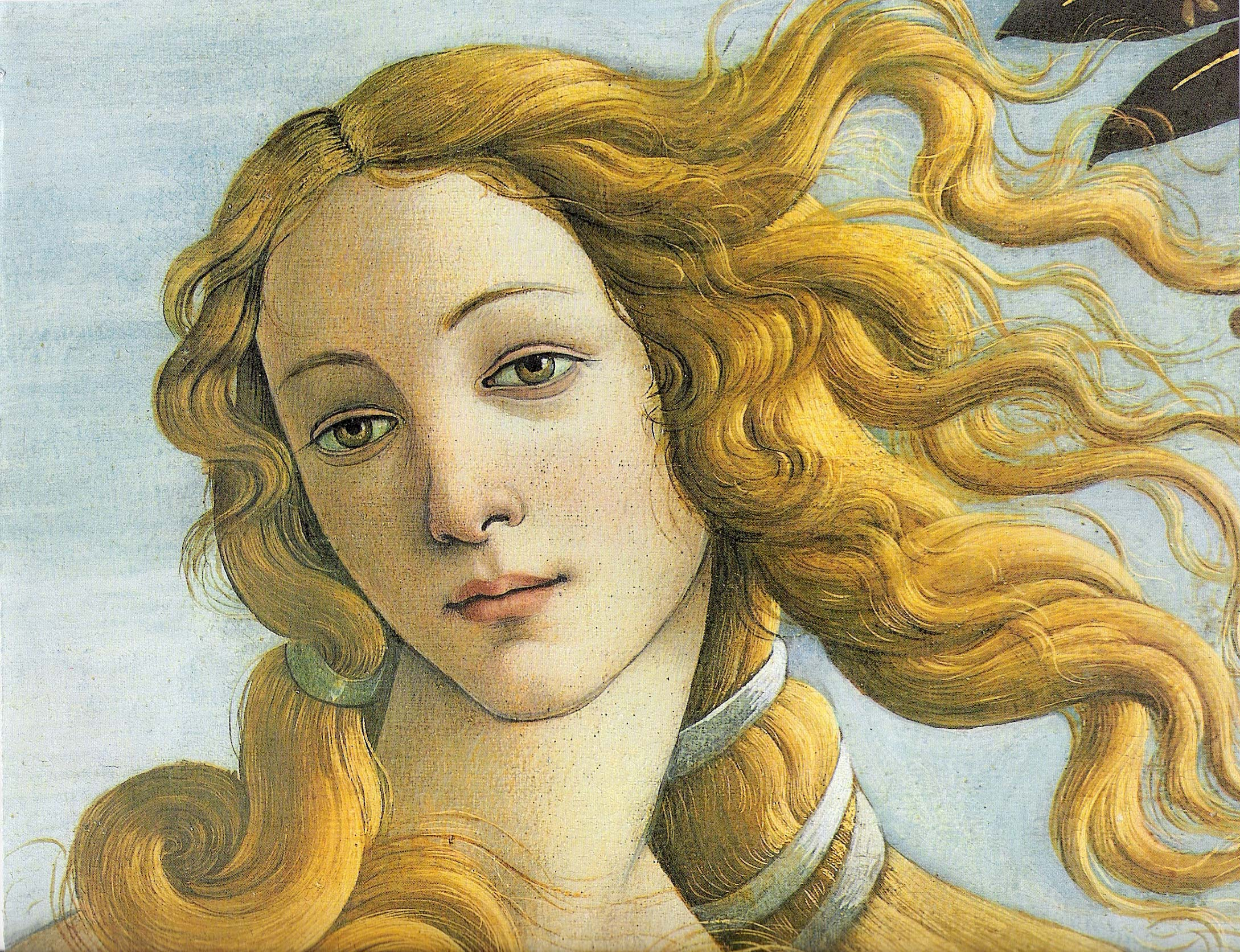
Tvář Venuše – detail obrazu Zrození Venuše

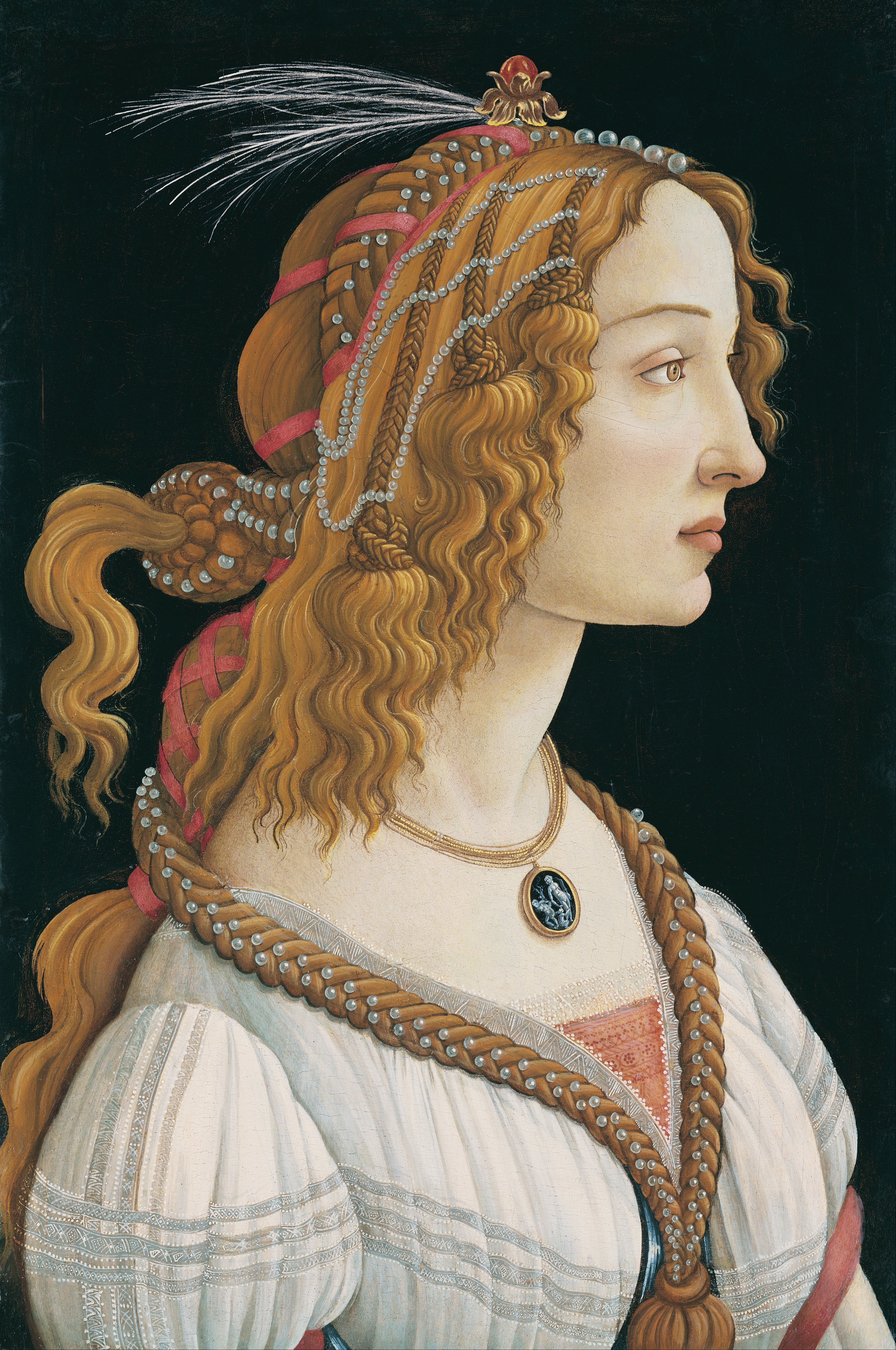
Portrét dámy – vyobrazena je Simonetta Vespucci

V únoru 1482 zemřel otec Sandra Botticelliho. Ten se kvůli práci v Římě nemohl zúčastnit jeho pohřbu a vrátil se do Florencie až na jaře téhož roku. Vzápětí mu městská rada zadala výzdobu Liliového sálu v Palazzo Vecchio, žádná z jeho fresek se však nedochovala. Naproti tomu se dochoval jeden z jeho nejslavnějších obrazů, Jaro (Primavera), který zřejmě rovněž vznikl krátce po Botticelliho návratu z Říma.
Láska byla hlavním námětem malířovy tvorby 80. let. Roku 1483 si u něj při příležitosti svatby svého syna objednal florentský kupec Antonio Pucci cyklus čtyř obrazů, jejichž námětem je Příběh rytíře Nastagia degli Onesti, jak je ztvárněn v Dekameronu. Dnes jsou obrazy majetkem madridského Prada.
I v dalších dílech z poloviny 80. let se láska projevuje v podobě její bohyně Venuše. Je to jak v proslulém Zrození Venuše, tak ve freskách do vily rodiny Lemmiů. Byl to opět svatební dar rodičů synovi, dnes jsou fresky přeneseny na plátno a vystaveny v Louvru.
V roce 1487 obdržel Botticelli další zakázku od městské rady, tentokrát na tondo Madony pro recepční síň v Palazzo Vecchio. Jedná se o obraz Madona s dítětem a šesti anděly (Madonna della Melagrana), na němž dítě (Ježíš) v ruce drží granátové jablko. Dílo je dnes uloženo v Uffiziích. Zde se rovněž nachází přibližně o dva roky mladší Zvěstování, které umělec původně vytvořil pro Franceska Guardiho do jeho rodinné kaple.
Kolektivním dílem významných florentinských malířů byla fresková výzdoba letního sídla Lorenza I. Medicejského zvaného Nádherný (Magnifico). Tento podporovatel umění a humanismu zadal Botticellimu, jeho bývalému žáku Filippino Lippimu, Peruginovi a Ghirlandaiovi výzdobu své venkovské vily Spedaletto poblíž Volterry. Všechny fresky však vzaly za své při požáru domu v 19. století. Roku 1491 byl Botticelli jmenován do poroty, která měla rozhodnout o zakázce na výstavbu průčelí florentského dómu. Porota rozhodovala pod silným vlivem Lorenza Nádherného.

### Fanatik Girolamo Savonarola

Portrét mladého muže, 1489–1490

V červenci 1491 se stal převorem dominikánského kláštera San Marco fanatický kazatel Girolamo Savonarola. Od té doby se načas ve Florencii vše změnilo. Na jaře 1492 zemřel Lorenzo I. Medicejský, který Savonarolu zprvu podporoval. Dva roky nato byli Medicejové z Florencie dočasně vyhnáni. Savonarola vyhlásil Florencii za vyvolené Boží město, odkud se bude šířit Boží království. Kritizoval marnivost, přepych a myšlenky humanismu, hlásal askezi. Savonarolův vliv se nevyhnul ani Botticellimu. Obrazy s antickou tematikou se z jeho díla vytrácejí na úkor náboženských. Sloh ztrácí charakteristickou hravost, líbivost a uvolněnost a stává se více exaltovaný. Příkladem Botticelliho pozdního stylu je Pieta, na které smutek vyjadřuje prudkými barevnými kontrasty a tvrdými liniemi.
Roku 1493 zemřel Botticelliho nejstarší bratr Giovanni. Rok nato se jeho další bratr Simone vrátil z Neapole. Společně zakoupili venkovskou vilu v Bellosguardu s výhledem na Arno. I po vyhnání Medicejů z Florencie s nimi Botticelli zůstával v kontaktu. Navštěvoval je v jejich sídle ve Ville del Trebbio, jeho prostřednictvím byl s nimi ve styku i Michelangelo. Savonarolova poprava v květnu 1498 Botticellim i jeho bratrem Simonem hluboce otřásla, Simone dokonce pro svou aktivní podporu popraveného dominikána musel z Florencie uprchnout.

### Stáří a smrt
Roku 1498 byl Botticelli přijat do florentského cechu lékařů a lékárníků, kam vstupovali i někteří malíři. V roce 1504 působil v komisi, která rozhodovala o umístění Michelangelovy sochy Davida.
Botticelli se nikdy neoženil, vůči institutu manželství byl velmi rezervovaný. Jako většina významných malířů měl i on svou uměleckou dílnu s učni. V roce 1502 byl tajně obviněn z homosexuálních styků s některými ze svých žáků, stíhání ale bylo jako neopodstatněné zastaveno.
Ke konci života byl Botticelli nemocný. Podle Giorgia Vasariho si při chůzi musel pomáhat dvěma holemi. Zemřel 17. května 1510 a byl pohřben na hřbitově při kostele d'Ognissanti (Všech svatých). Jeho dílo brzy upadlo v zapomnění. Znovuobjeveno bylo až na konci 19. století.

## Dílo

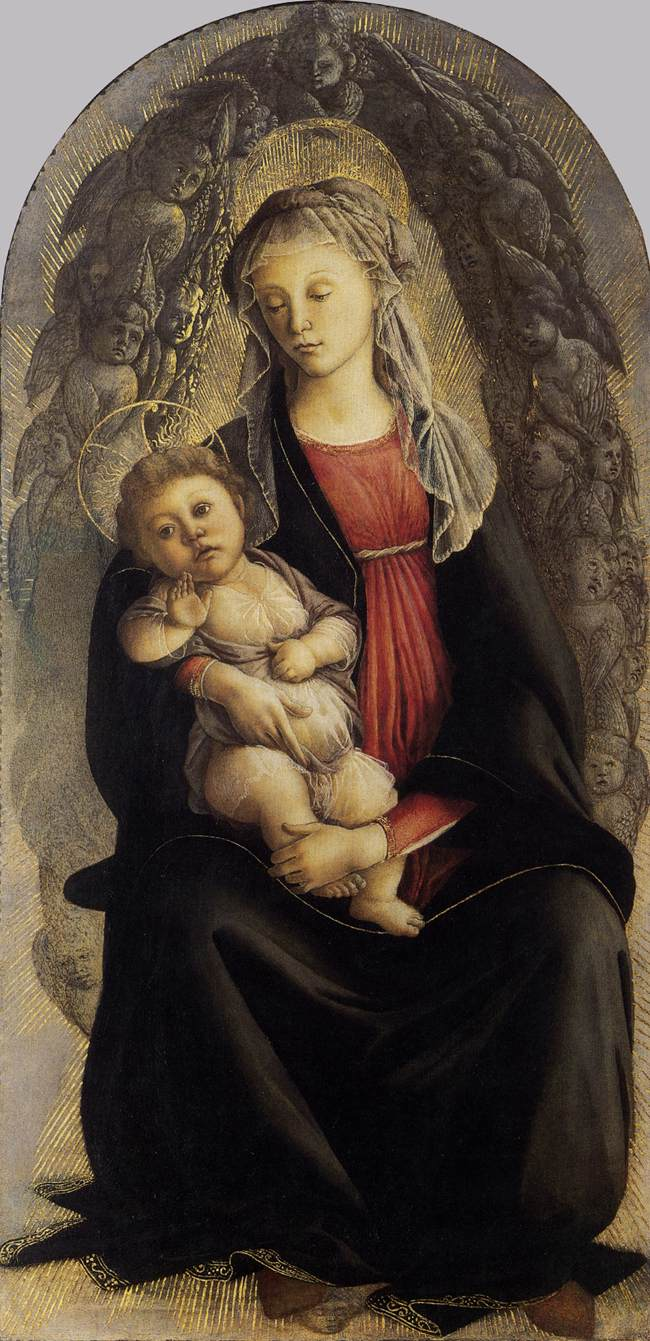
Madona s dítětem ve svatozáři z cherubínů, 1469–1470

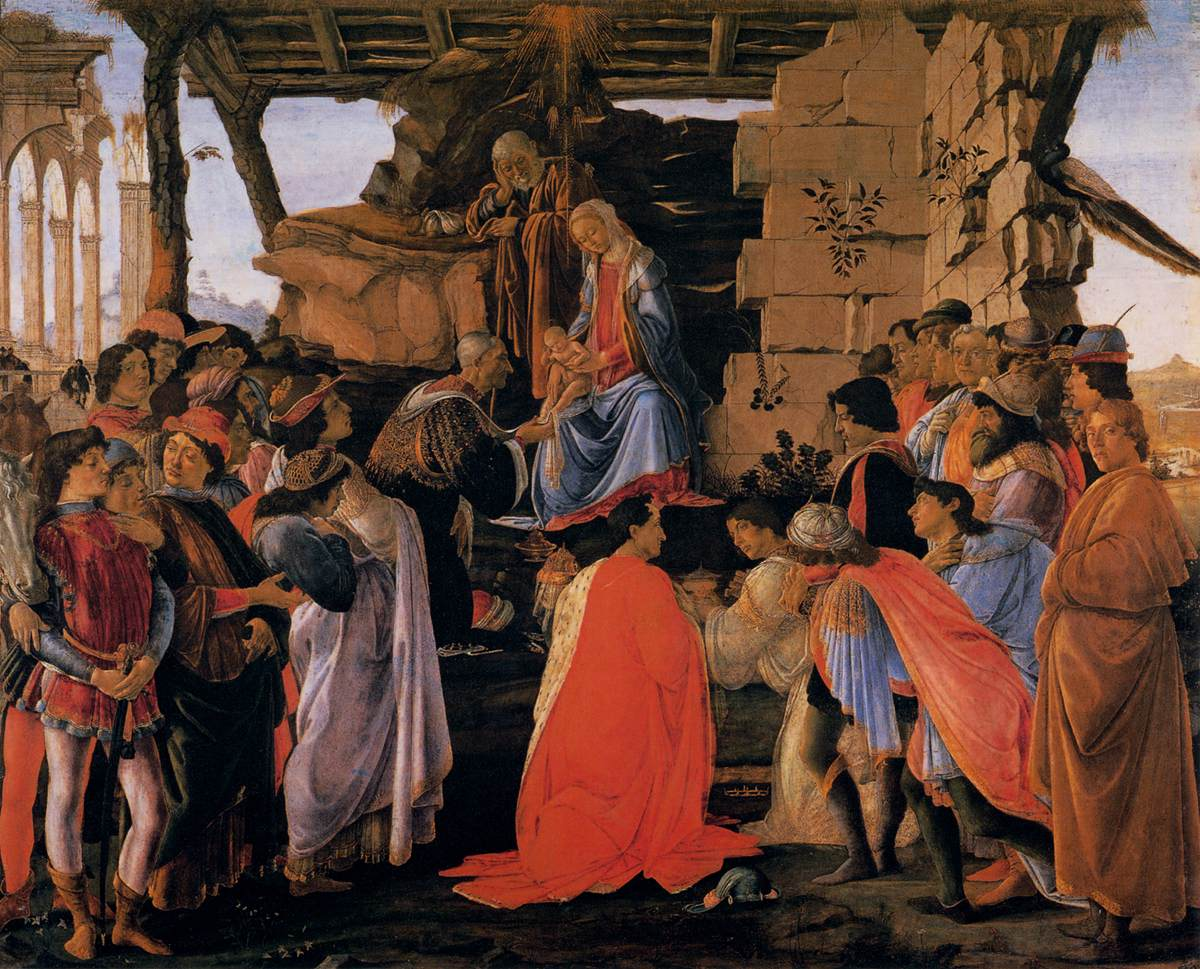
Klanění Tří králů (Del Lamovo Klanění), kolem 1475

- Madona s dítětem ve svatozáři z cherubínů, tempera na dřevě, 120 × 65 cm, Galleria degli Uffizi, 1469–1470. Jedna z prvních Botticelliových Madon může sloužit jako ukázka jeho rané tvorby, v níž ještě nedosáhl dokonalosti. Modelace Madoniny tváře využívá hry světla a stínu. Prostor je zdůrazněn zlatým pozadím se svatozáří složenou z postav cherubínů. Botticelli zde použil ikonografický motiv, který v křesťanském umění není příliš běžný.Klanění Tří králů (Del Lamovo Klanění), kolem 1475
- Klanění Tří králů (Del Lamovo Klanění), tempera na dřevě, 111 × 134 cm, Galleria degli Uffizi, kolem 1475. Obraz si objednal florentský zbohatlík Gasparre del Lama. Obraz měl být koncipovaný tak, aby na něm byli vyobrazeni členové rodiny Medici i on sám v jejich středu, aby vznikl dojem, že patří mezi ně. Poslední postava vpravo vzadu je autoportrét autora obrazu. Podle dobového zvyku se vypodobnil tak, že pozoruje diváka. Jedná se o Botticelliho jediný známý autoportrét. Del Lampa je šedivý prostovlasý muž uprostřed pravé skupiny, rovněž hledící na diváka. Identifikace dalších členů rodiny Medicejských není jednoznačná. Nepochybné je pouze, že král klečící před Madonou je Cosimo starší, zakladatel dynastie.
- Svatý Augustin, freska, 185 × 123 cm, kostel Ognissanti Florencie, kolem 1480. Ačkoliv Botticelliho doménou byly malby temperou na dřevě, nevyhýbal se ani nástěnným obrazům. Svatý Augustin je nejstarší dochovanou Botticelliho freskou. Jak ukazuje erb umístěný nad ní, zadavateli byla rodina Vespucci. Obraz tvoří protějšek ke Ghirlandajově obrazu Svatý Jeroným. S pravou rukou na srdci se sv. Augustin chápe pera, aby zapsal své vidění. Hodiny za ním ukazují dobu západu slunce a určují tak okamžik, kdy situace nastala.

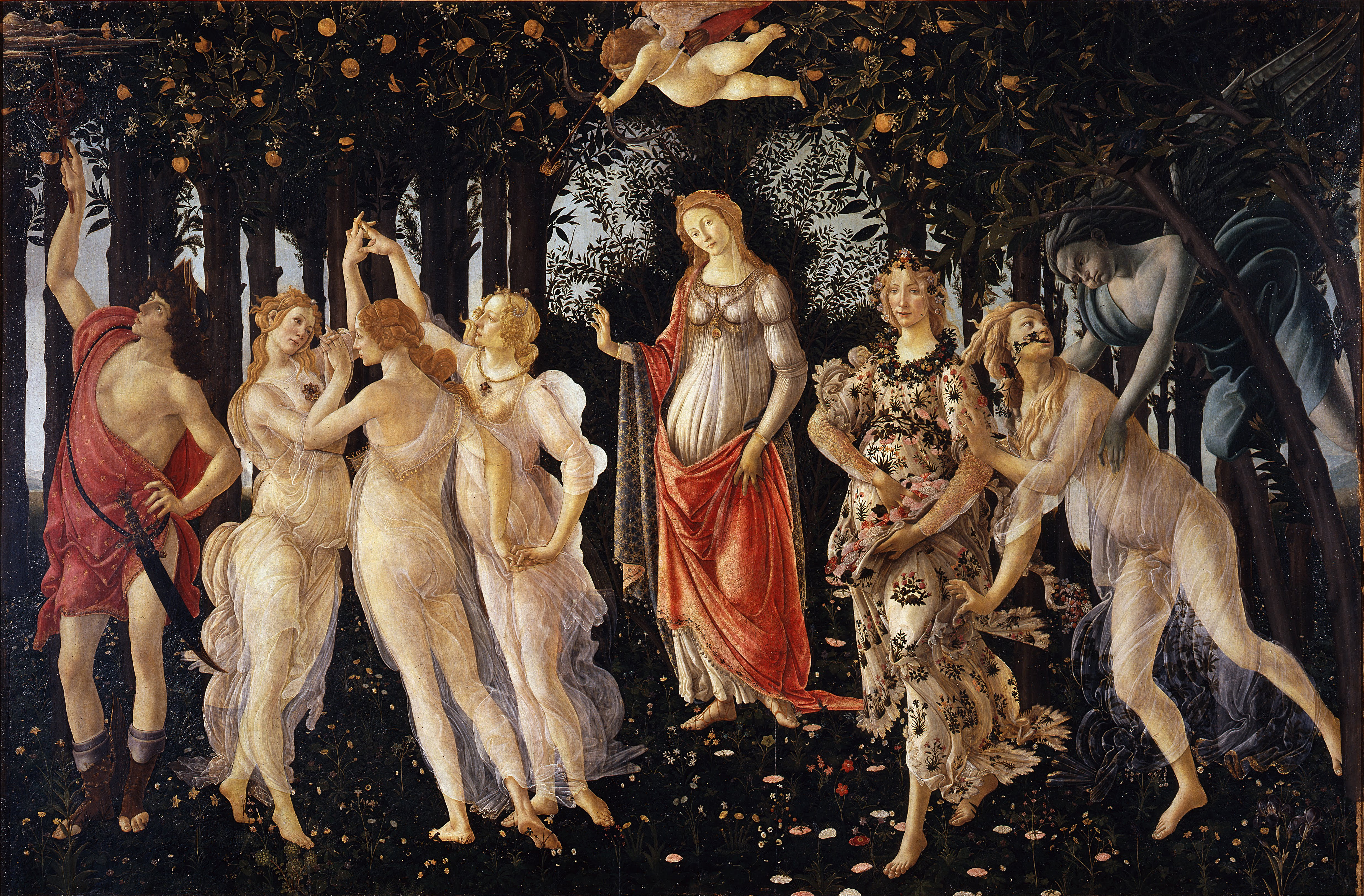
Jaro, kolem 1482

- Jaro, kolem 1482Jaro (Primavera), tempera na topolovém dřevě, 230 × 314 cm, Galleria degli Uffizi, kolem 1482. Interpretace obrazu je stále předmětem odborných studií a ani datace obrazu není jednoznačná. Někteří autoři jeho vznik kladou až do let 1485–1487.[11] Obraz Botticelli pravděpodobně namaloval pro Lorenza di Pierfranceska, bratrance Lorenza Nádherného. Dílo má nejméně dvě významové roviny. V prvním plánu se jedná o oslavu příchodu jara ve Venušině zahradě. Obraz je také metaforou pojetí lásky, jak ho vykládal novoplatónský filosof u dvora Medicejských Marsilio Ficino. Láska pro něj byla dualitou pozemské, tělesné touhy a touhy křesťanské, směřující k Bohu.[12] Obraz byl inspirován třemi základními zdroji: Ovidiovým kalendářem římských náboženských svátků Fasti, básní De rerum natura (O povaze věcí) od Lucretia a verši medicejského dvorního básníka Angela Poliziana – Botticelliho přítele. Nejstarší písemná zmínka o obrazu pochází z roku 1499, kdy visel ve florentském paláci Lorenza di Pierfranceska Medicejského. Původně se jmenoval Venuše jako symbol jara zdobena květinami Grácií, jak ho nazval Vasari. Figury zprava: okřídlené mytické stvoření v horním rohu je Vítr Zefyros, který se pokouší unést nymfu Chlóris v průhledných šatech, aby si ji vzal. Její bázlivé a odmítavé gesto naznačuje, že ona sama sňatek nechce. Zefyros posléze litoval svého násilného činu a proměnil Chlóris v bohyni jarních květů Flóru. Krásná, mladistvá Flóra, rozhazující kolem sebe růže, je třetí postava zprava. Vedle ní, uprostřed obrazu, je bohyně lásky Venuše, nad ní se vznáší její syn Amor. Venuši dělají společnost tři tančící nymfy – Tři Grácie. Mladík úplně vlevo je posel bohů Merkur (řec. Hermés). Používá hůl, aby rozehnal mraky a ochránil věčný mír ve Venušině zahradě.

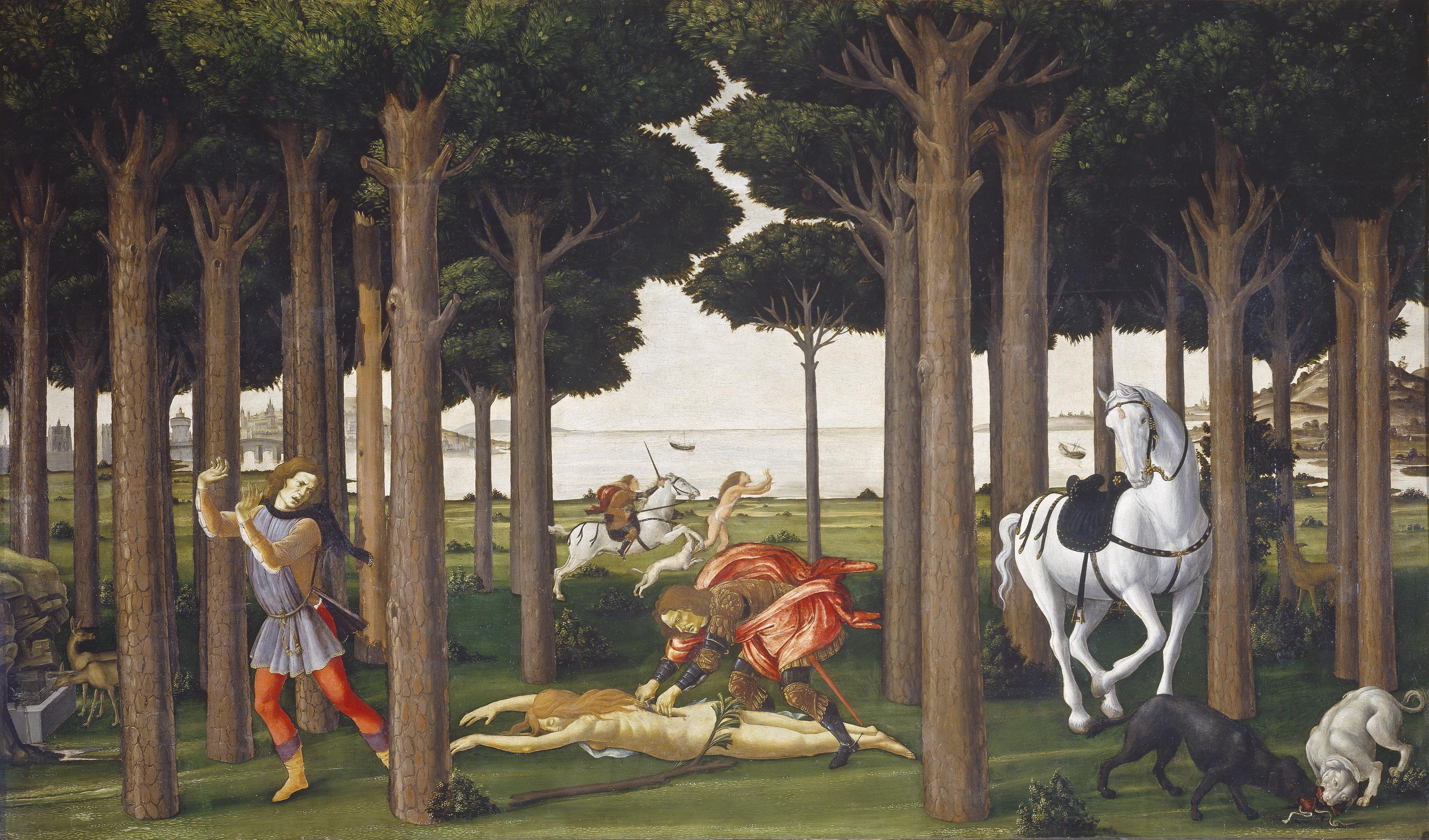
Druhá scéna z cyklu Příběh Nastagia degli Onesti, 1483

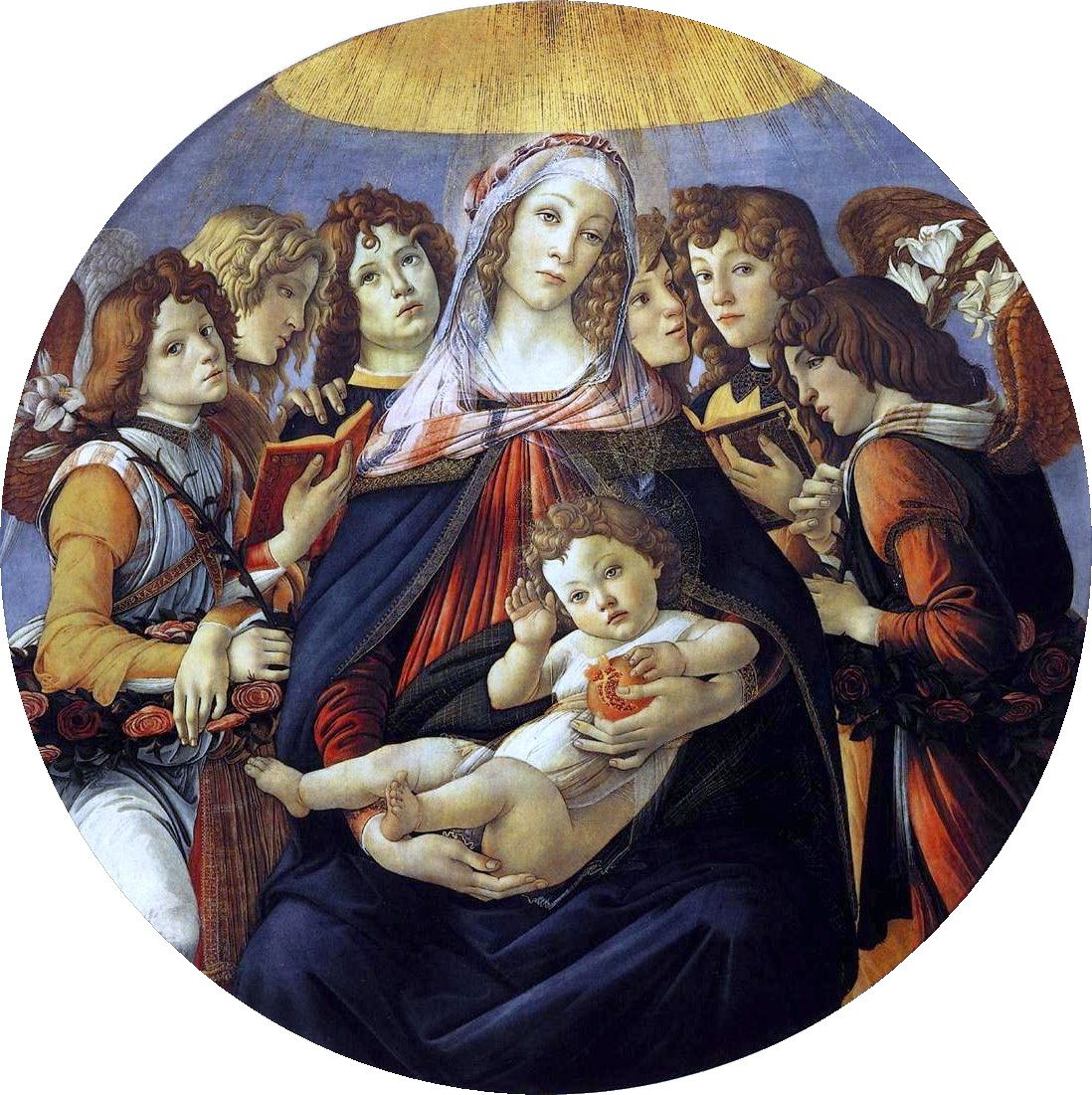
Madona s granátovým jablkem, kolem 1485

- Druhá scéna z cyklu Příběh Nastagia degli Onesti, 1483Příběh Nastagia degli Onesti, cyklus obrazů, tempera na dřevě, 82 × 138 cm, Museo del Prado, 1483. Roku 1483 si u Botticelliho florentský kupec Antonio Pucci jako svatební dar pro svého syna objednal soubor čtyř obrazů na námět jedné z povídek Boccacciova Dekameronu.Jedná se o příběh rytíře Nastagia degli Onesti z Ravenny. Zde reprodukovaný obraz má pořadové číslo 2. Rytíř, truchlící po své milé v piniovém lese, vidí nahou ženu pronásledovanou jiným rytířem na koni a jeho psem. Když byla žena dopadena, vyrval jí rytíř srdce a vnitřnosti a nakrmil s nimi své psy. Žena posléze opět nezraněna vstala a koloběh událostí se opakuje. Na třetím a čtvrtém obrazu cyklu, zachycujícím Onestiho svatební hostinu, jsou vyobrazeni rovněž příslušníci rodiny Medicejských – roli prostředníka mezi Pucciho synem Giannozzem a jeho Madona s granátovým jablkem, kolem 1485nevěstou sehrál Lorenzo Nádherný. Obraz visel ve svatebním pokoji v paláci Pucciů.

- Madona s granátovým jablkem, tempera na dřevě, průměr 143,5 cm, Galleria degli Uffizi, kolem 1485. Dítě drží v ruce granátové jablko, Madona je obklopena šesticí andělů. Jablko symbolizuje Kristovo utrpení, množství semen jeho intenzitu. Obraz má formu tonda. Malíř zvolil symetrickou kompozici po třech andělích na každé straně. Oproti starším Botticelliho obrazům působí postavy strnule a neživotně.

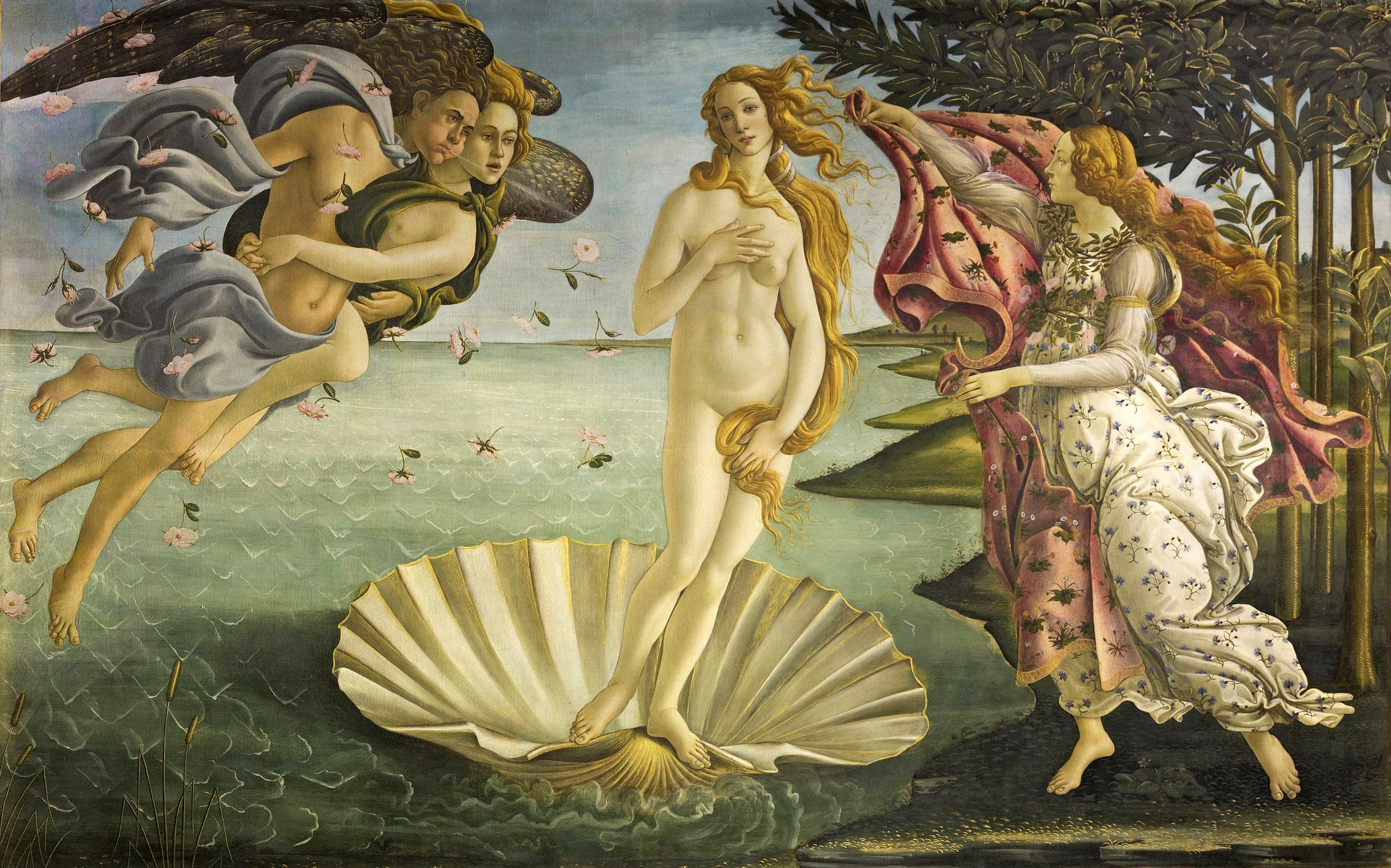
Zrození Venuše, kolem 1485

- Zrození Venuše, kolem 1485Zrození Venuše, tempera na plátně, 172,5 × 278,5 cm, Galleria degli Uffizi, kolem 1485. Obraz byl namalovaný pravděpodobně pro některého z Medicejských, zřejmě do venkovského sídla, kam se umisťovaly obrazy na plátně. Literárními inspiracemi pro obraz byly Homérův chvalozpěv na Venuši (v řecké mytologii Afroditu) a zřejmě také – podobně jako v případě Primavery – báseň Angela Poliziana. Námětem obrazu je příjezd Venuše na ostrov Kythéru, jak ho popsal Homér. Vlevo se bůh větrů Zefyros, objevující se rovněž na Primaveře, společně s bohyní brízy Aurou, snaží dofouknout Venuši na břeh. Ta se plaví na lastuře, symbolu ženství. Cudná Venušina póza je odvozena z antického ikonografického typu Venuše Pudica (cudná Venuše). Vpravo Venuši vítá jedna z Hór, bohyň ročních dob. Podává jí plášť, zdobený jarními květinami. Z oblohy se snášejí růže, jejichž vznik souvisí s Venušiným zrozením.
- Madona s dítětem navštívená čtyřmi anděly a šesti svatými, tempera na dřevě, 268 x 280 cm, Galleria degli Uffizi, kolem 1487. Obraz byl namalovaný pro hlavní oltář kostela sv. Barnabáše ve Florencii. Patronem kostela bylo město, které patronát svěřilo cechu lékařů a lékárníků, který sdružoval i malíře. Botticelli obraz namaloval na zakázku cechu, do něhož sám vstoupil roku 1498.
- Madona s dítětem a dvěma anděly, olej a tempera na dřevě, průměr 34 cm, Art Institute of Chicago, kolem 1493. Chicagský obraz je ukázkou pozdního Botticelliho stylu. Malíř postupně opouštěl harmonii v proporcích postav na svých obrazech. Madona na tomto tondu působí vůči dítěti a andělům předimenzovaně.

## Galerie

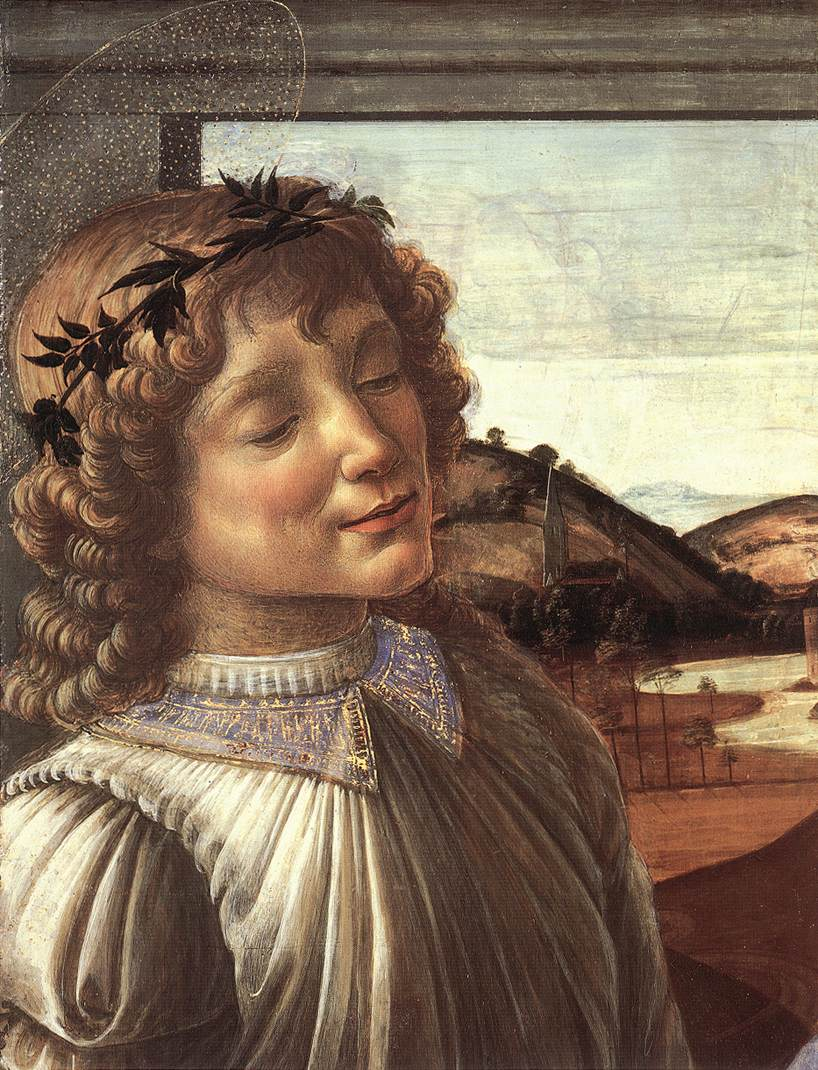
Hlava anděla – detail obrazu Madona oltářní svátosti, kolem 1470
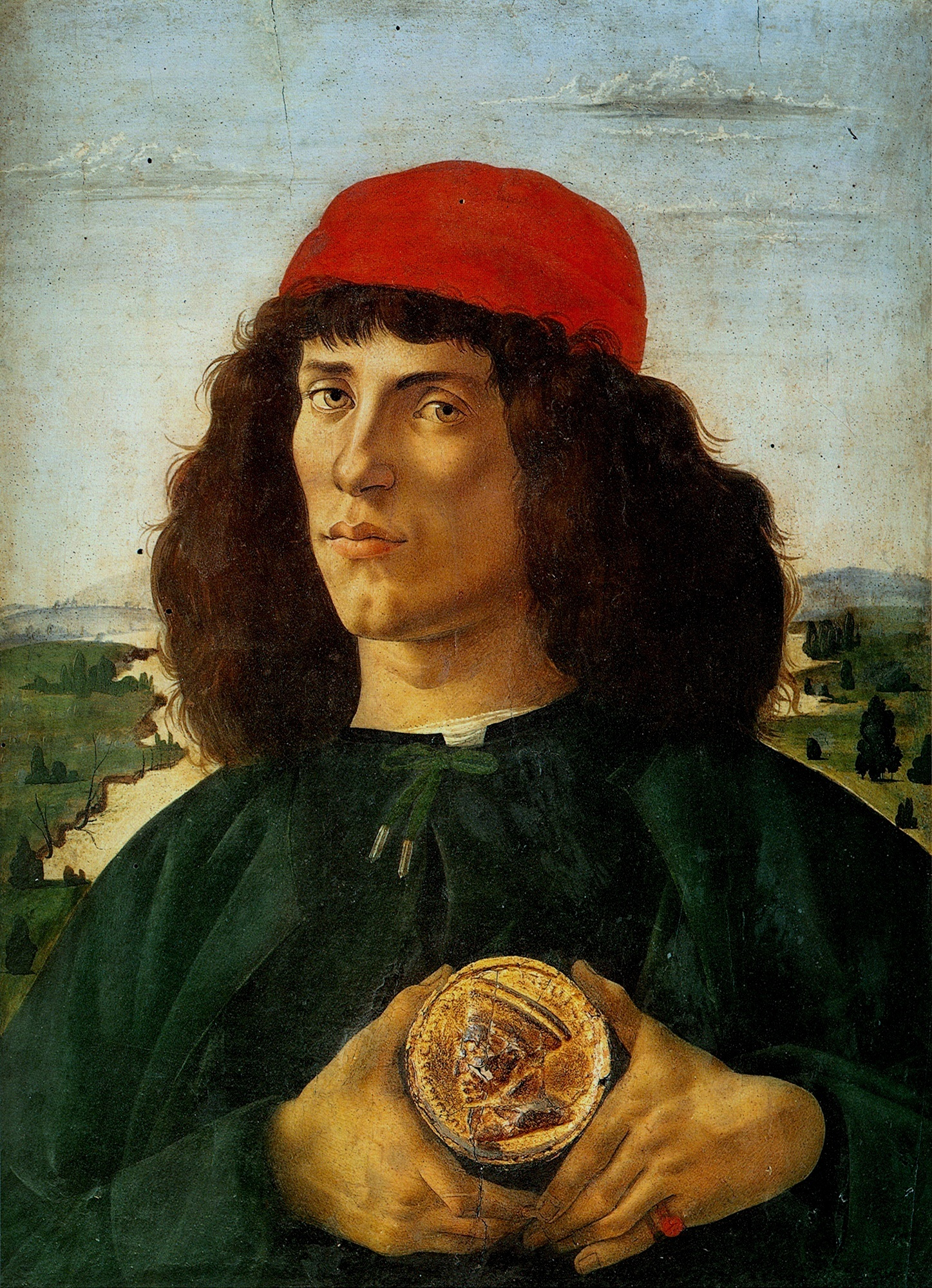
Portrét muže s medailonem (Cosimo Medici starší), 1475
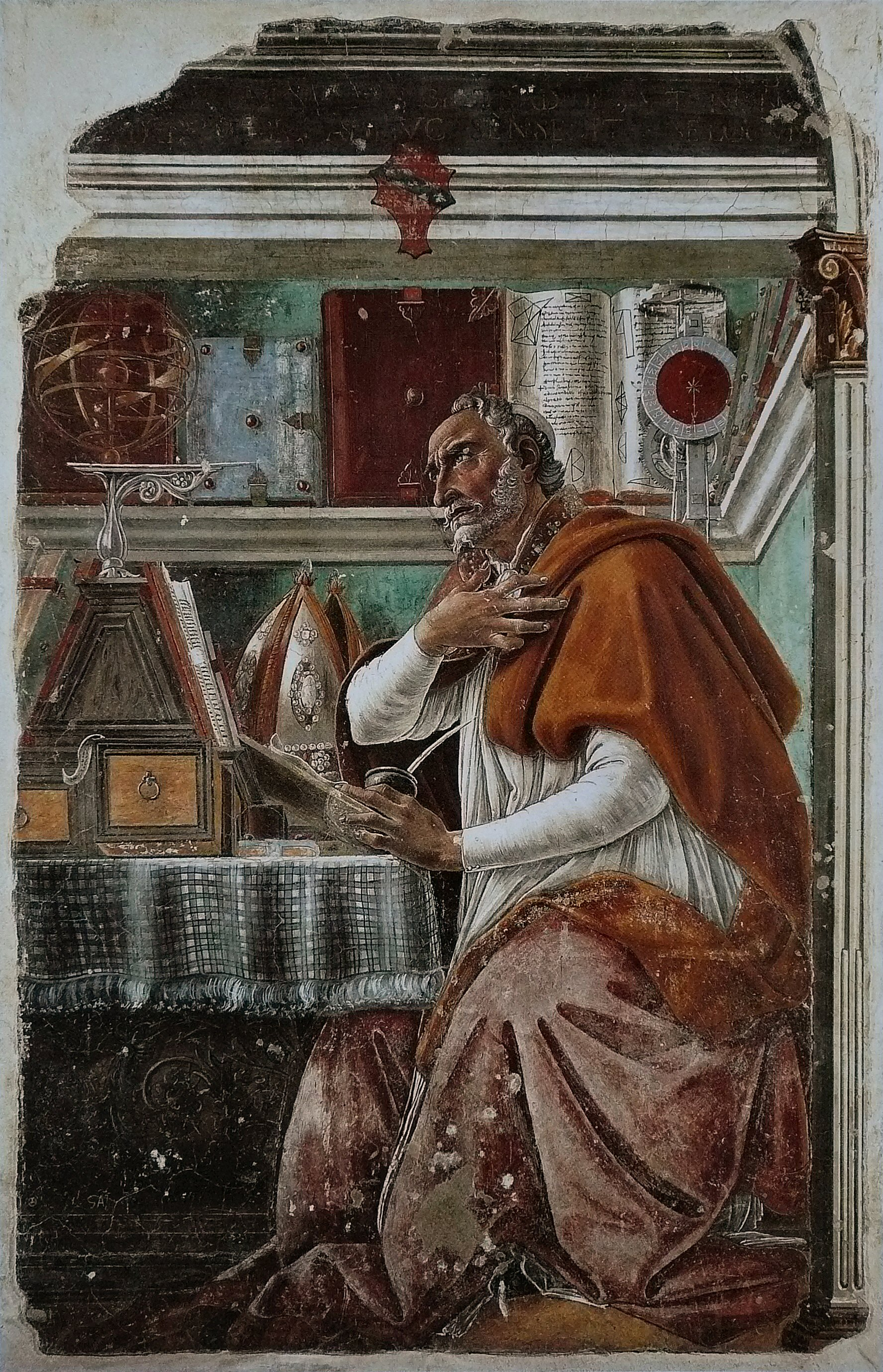
Svatý Augustin. Freska v kostele Ognissanti ve Florencii, kolem 1480
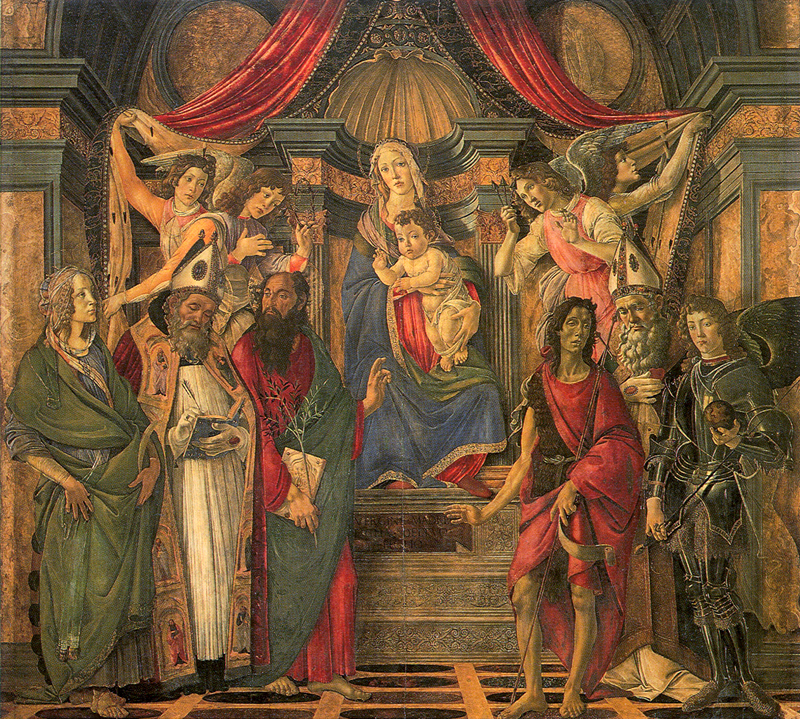
Madona s dítětem a dvěma anděly, kolem 1493
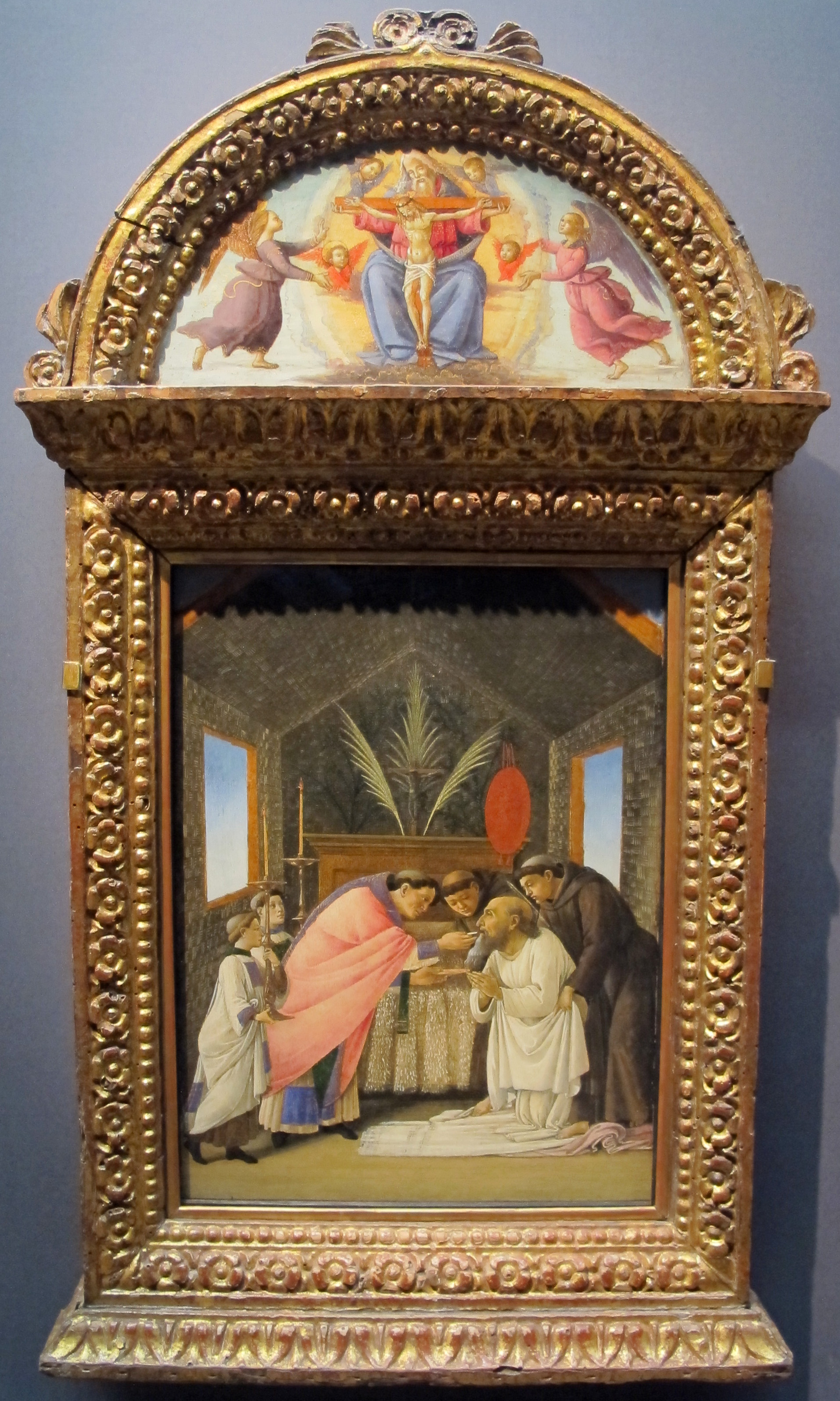
Poslední přijímání sv. Jeronýma, kolem 1495
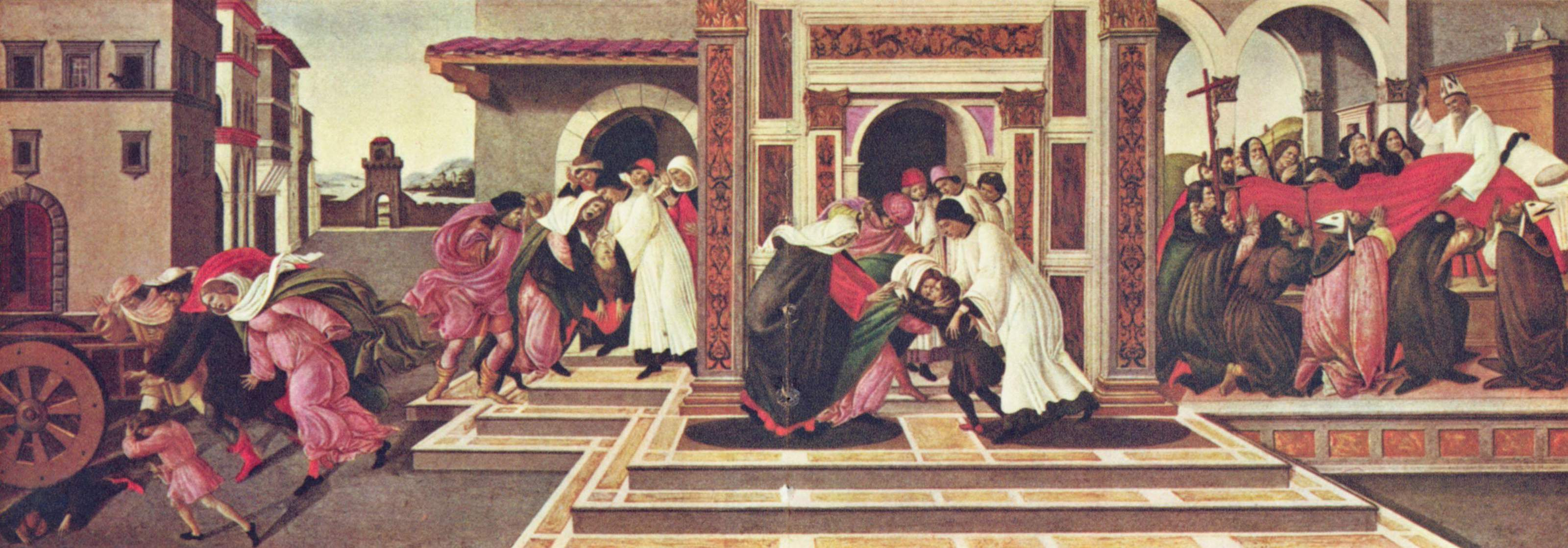
Sv. Zenobius oživuje dítě přejeté povozem, 1500–1505